# Daisy Johnson
Daisy Johnson, còn được gọi là Quake, một siêu anh hùng hư cấu xuất hiện trong truyện tranh Mỹ, được xuất bản bởi Marvel Comics. Được tạo bởi nhà văn Brian Michael Bendis và nghệ sĩ Gabriele Dell'Otto, nhân vật lần đầu tiên xuất hiện trong Secret War #2 (tháng 7 năm 2004). Con gái của nhân vật siêu phản diện Mister Hyde, và là đặc vụ bí mật của tổ chức tình báo S.H.I.E.L.D., với sức mạnh tạo ra động đất.
Daisy Johnson xuất hiện như một nhân vật chính trong Agents of S.H.I.E.L.D., bộ phim truyền hình đầu tiên trong Vũ trụ Điện ảnh Marvel. Cô do nữ diễn viên Chloe Bennet thủ vai.

Chloe Bennet trong vai Daisy "Skye" Johnson trong loạt phim truyền hình Agents of S.H.I.E.L.D.